# Bišečki Vrh
Bišečki Vrh je naselje v Občini Trnovska vas.